# Операционализм
Операционализм — течение в философии и методологии науки XX века, полагающее операционализацию критерием научности теоретических и эмпирических суждений.
Операционализация (англ. operationalization) — преобразование теоретического суждения с целью его эмпирической проверки. Например, для какого-либо явления должны быть определены признаки, позволяющие судить о его наличии (так называемые «индикаторы»). Для свойств должны быть предложены процедуры их измерения. При операционализации теоретические понятия могут получить более строгие определения, а неоперационализируемые исключаются (элиминируются). Таким образом, теория оказывается связана с экспериментами и наблюдениями.

## История понятия
Понятие введено британским физиком Норманом Кэмпбеллом (англ. Norman Robert Campbell) в книге 1920 года «Элементы физики». Оно стало активно использоваться в методологии и философии науки после выхода в 1927 году книги «Логика современной физики» Перси У. Бриджмена. Бриджмен разрабатывал методику «операционального определения» в физике, то есть выражения различных понятий с помощью измерений. Хотя эту методику позже активно критиковали методологи науки, выдвинувшие альтернативную «теорию измерений», широкое распространение операционализма связано с его именем.
В психологии требование операционализации используемых понятий стало одним из факторов формирования бихевиоризма.